# Коржев Гелій Михайлович
Коржев Гелій Михайлович (рос. Коржев Гелий Михайлович, нар. 7 липня 1925, Москва — пом. 27 серпня 2012) — російський радянський художник, автор станкових картин, пейзажів, натюрмортів. Малював оголену натуру, іноді — портрети.

## Життєпис

### Загальна характеристика
Народився в СРСР. Формування свідомості пройшло в ідеологічній атмосфері довоєнної та повоєнної Москви. Художні критики віднесли творчість майстра до «Суворого стилю» 1960-х років в межах соціалістичного реалізму. Але два останні періоди творчості вийшли за межі соціалістичного реалізму (сім років, серія «Мутанти», потім «Біблійна тематика»). Праця над якоюсь темою перетворюється в серію, яких зробив декілька. Себе вважає художником натюрмортів.
Один з небагатьох радянських художників, що не мав державних замовлень, незважаючи на політичне забарвлення картин раннього періоду творчості та досить успішну адміністративну кар'єру в часи СРСР (викладач в МВХПУ у 1951—1958 рр., професор з 1966 р., голова Правління спілки художників РРФСР, депутат).

### Ранні роки
Народився в Москві. У 1935 р. потрапив в скульптурний гурток при Музеї образотворчих мистецтв в Москві. серед ранішніх спогадів — зустріч з художником Коріним Павлом Дмитровичем, що робив детальну замальовку скульптури-копії (кінного монументу Гаттамелаті) в Італійському дворику музею.
Пізніше став учнем Середньої московської художньої школи, створеної з ініціативи Грабаря. Після її закінчення став студентом Художнього інституту імені Сурикова (1944—1950 рр.)

## Творчість
Картина «Гомер»

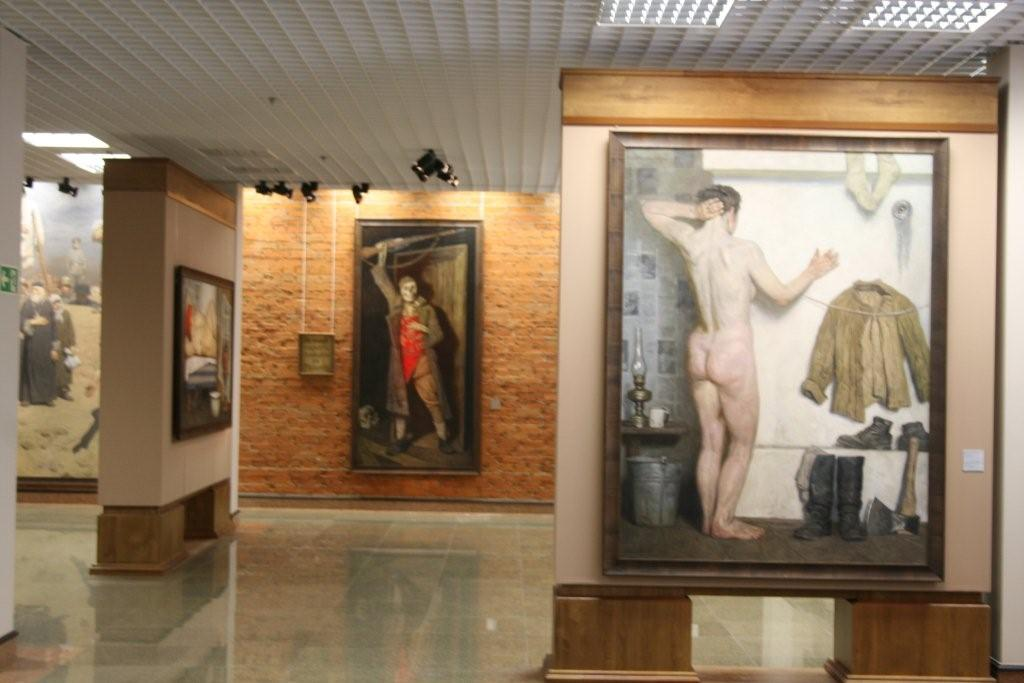
Зала Гелія Коржева (Інститут російського реалістичного мистецтва)

Власні згадки про опанування скульптури в художньому гуртку вплинули на появу картини «Гомер» (1958—1960). Біля скульптурного верстата стоїть колишній червоноармієць, що натхнено ліпить голову давньогрецького поета Гомера. Про минуле червоноармійця добре розповідають військовий стрій та будьонівський капелюх на стільці. Але картина повна не власними згадками митця, а пафосом опанування європейського мистецтва, пафосом причетності до світової культури.
Коржев не одразу знайшов композицію, а на першому ескізі і інша, цивільна постать, і забагато подробиць в студії, і маловідомий зразок (не Гомер), який копіюють, що полишало композицію гостроти і пафосу опанування нового.
До цієї ж теми художник звернувся вдруге у 1970—1974 рр., створивши побутову картину «Льошка малює». Але красномовні деталі розповіли, що це період, близький до громадянської війни, звідси — піч-буржуйка, брудна підлога, бідна художня майстерня, де хлопчик сидить на ящику замість стільця, не знявши через холод старенького кожушка. Побутова картина перетворюється на історичне полотно доби безпритульних дітей, тифу, страшних наслідків громадянської війни 1918—1922 рр.
Серія «Опечені вогнем війни»
- «Проводи», 1967
- «Перешкода»
- «Мати»
- «Слід війни», 1963—1965
- «Старі рани»
- «Хмари 1945 року»

Натюрморти
- Шкільний натюрморт
- «В коморі», 1982
- «Самовар на білій полиці», 1986
- «Оплетена бутиль», 1990
- «Забутий блазень», 1990
- «Фаянсовий посуд», 1992

До найкращих зразків радянських натюрмортів слід віднести натюрморти Коржева. Позбавлені милування коштовними, унікальними речами чи завжди виграшних квітів, натюрморти художника стверджують красу речей побутових, які за СРСР зберігались в кожній небагатій родині (дідівські глеки, пляшки з-під вина, дешевий фаянсовий посуд). Чого вартий старий таз з відбитою емаллю в несподіваному натюрморті з забутим іграшковим блазнем. І яка різниця з вишуканим, декоративним натюрмортом на подібну ж тему, що створив француз П'єр Лапрад  (1875—1932).
Пейзажі
- «Іпатівський монастир», 1947
- «Кримський пейзаж», 1946
- «Московський дворик», 1954

Портрети
- «Автопортрет»
- «Кримський хлопчик», 1946
- «Сестра», 1949
- «Портрет художника Дмитра Краснопевцева», 1949
- «Портрет дружини», 1960

### Підкреслений демократизм
Аристократичні цяцьки Лапрада не могли привабити митця, що мав злиденні дитинство та юність, зустрів калік по війні 1941-45 років, що постійно бачив життєві драми, які і сформували його світогляд. Підкреслений демократизм — характерна ознака усіх картин Коржева, що розкриває внутрішню красу своїх персонажів попри їх зовнішню буденність та народність, попри їх не елітарність.

### Зайві люди
Закордонні подорожі Коржева познайомили його з зайвими людьми західної цивілізації. Одна з картин середнього періоду творчості призначена саме цій темі — "Художник-жебрак " (або «Вуличний художник»), для приголомшеної злиднями подруги якого позувала дружина художника. Цю ж тему розвива завершений етюд «Сліпий співак», 1965 року.
Тема отримала логічне продовження в період розвалу СРСР та дикого капіталізму, тепер на батьківщині митця — картина «Адам Олексійович та Єва Петрівна», 1997—1998 рр. Це твір про людей, викинутих на сміття ще при житті.